# MTK 부다페스트 FC
MTK 부다페스트 FC 또는 간단히 MTK라고 불리는 이 클럽은 헝가리의 축구 클럽으로 수도인 부다페스트에 연고를 두고 있다. MTK는 헝가리 리그 우승을 23회 하였고, 헝가리 컵 12회 우승을 하였다. 이 클럽은 1955년에 Vörös Lobogó SE라는 명칭으로 유러피언컵에 진출한 첫 번째 헝가리 클럽이 되었다. 1963-64년 UEFA 컵위너스컵 시즌에 결승전에서 스포르팅 CP에 패하여 준우승을 하였다.

## 역대 성적
- 헝가리 리그 : 23

1904, 1908, 1914, 1917, 1918, 1919, 1920, 1921, 1922, 1923, 1924, 1925, 1929, 1936, 1937, 1951, 1953, 1958, 1987, 1997, 1999, 2003, 2008
- 헝가리 컵 : 12

1910, 1911, 1912, 1914, 1923, 1925, 1932, 1952, 1968, 1997, 1998, 2000
- 헝가리 슈퍼컵 : 2

2003, 2008
- 미트로파컵 : 2

1955, 1963
- UEFA 컵위너스컵 준우승 : 1

1963-64

## 선수 명단

### 현역
참고: FIFA 자격 규정에 따라 소속된 국가대표팀 국기를 표시합니다. 선수는 복수의 FIFA 비회원국 국적을 가지고 있을 수 있습니다.
| 번호 | 포지션 | 국적     | 이름            |
| ---- | ------ | -------- | --------------- |
| 3    | DF     | 세르비아 | 네마냐 안토노프 |
| 6    | MF     |          | 미하이 카타     |

| 번호 | 포지션 | 국적 | 이름 |
| ---- | ------ | ---- | ---- |

## 역대 감독
| 감독              | 임기        |
| ----------------- | ----------- |
| 히데그쿠티 난도르 | 1959 ~ 1960 |
| 히데그쿠티 난도르 | 1967 ~ 1968 |
| 비치케이 베르털런 | 1995        |
| 거러버 임레       | 1996        |